# Strongylida
Strongylida – rząd (lub podrząd) nicieni obejmujący rodziny:
- Amidostomatidae
- Ancylostomidae
- Cloacinidae
- Diaphanocephalidae
- Dictyocaulidae
- Globocephalidae
- Heligmosomidae
- Metastrongylidae
- Ollulanidae
- Strongyidae
- Strongylacanthidae
- Syngamidae
- Trichostrongylidae
- Uncinariidae